# HMS Hermes (R12)
Pour les autres navires du même nom, voir HMS Hermes.
Le HMS Hermes  est un porte-avions de la classe Centaur, en service dans la Royal Navy de 1959 à 1984. Il fut vendu en avril 1986 à la marine indienne et entra en service l'année suivante sous le nom de INS Viraat.
Le service de l'INS Viraat prend fin le 6 mars 2017. L'INS Vikramaditya est alors l'unique porte-avions de la marine indienne, auquel vient s'ajouter en 2022 l'INS Vikrant.

## Histoire

### HMSHermes
La quille a été posée pendant la Seconde Guerre mondiale, le 21 juin 1944 dans les chantiers navals de VSEL à Barrow-in-Furness. En 1945, sa construction est interrompue, et ce jusqu'en 1952. Le lancement a lieu le 16 février 1953 mais le HMS Hermes dut retourner en cale sèche pour n'être réellement terminé qu'en 1957. Son entrée en service actif dans la Royal Navy intervint le 25 novembre 1959.

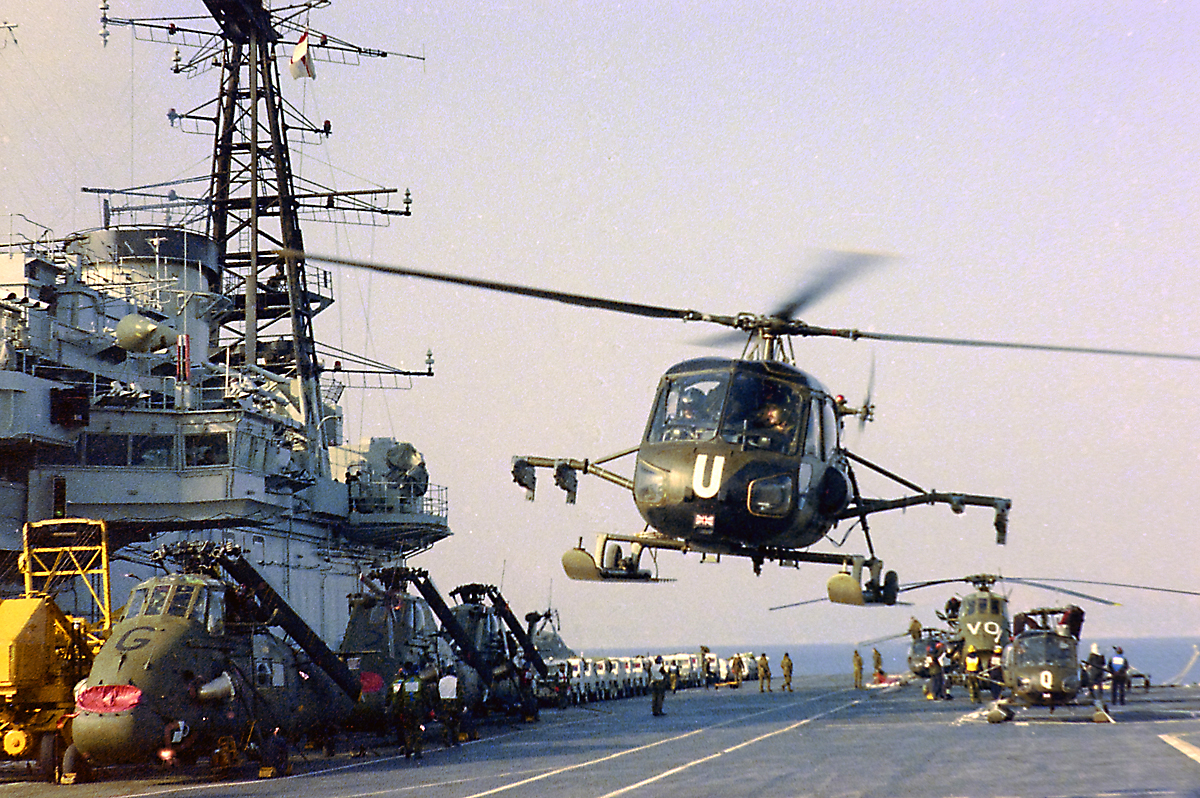
Un hélicoptère Westland Scout atterrissant sur le pont d'envol en mars 1979.

Le HMS Hermes servit d'abord dans l'océan Indien. En 1967, pendant la guerre des Six Jours, l'idée de créer une flotte internationale pour reprendre à l'Égypte le contrôle du détroit de Tiran apparaîtra, mais cette flotte ne vit jamais le jour. Ce porte-avions aurait dû être retiré du service en 1982 mais la guerre des Malouines repoussa ce retrait au 12 avril 1984.
- Aéronefs embarqués :
  - jusqu'en 1980, 12 Sea Vixen, 7 Buccaneer, 6 Wessex et 5 Fairey Gannet ;
  - après 1980, 28 Sea Harrier.

### INSViraat

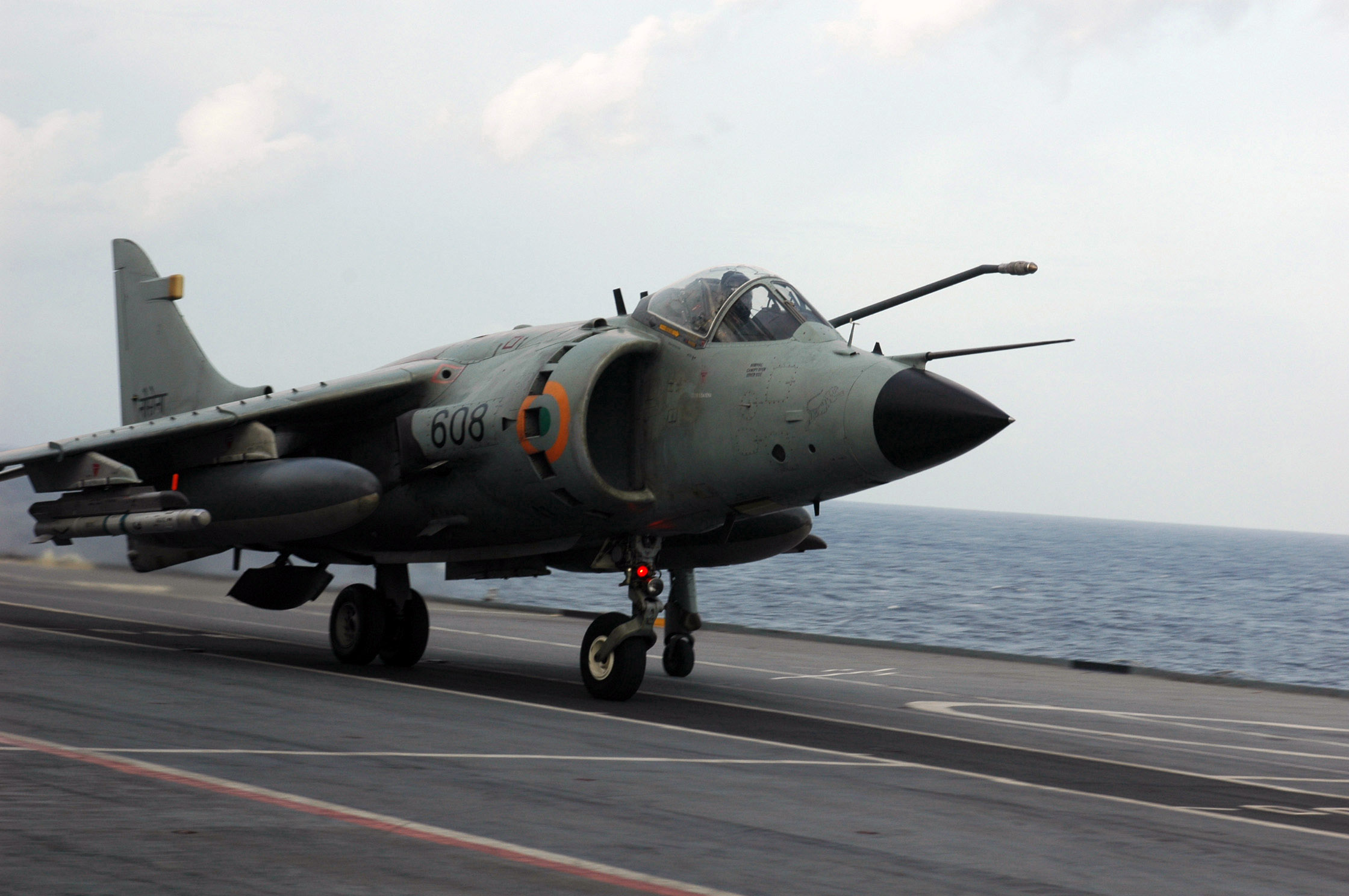
Sea Harrier indien sur le INS Viraat.

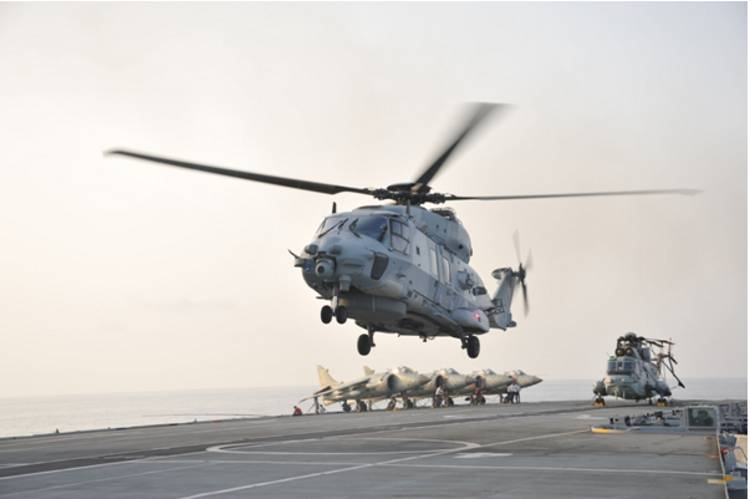
Un NHIndustries NH90 français au-dessus du pont de l'INS Viraat pendant l'exercice Varuna en 2015.

La marine indienne a acheté le bâtiment en avril 1986. Il a été renommé INS Viraat, et mis en cale sèche au chantier naval de Devonport pour permettre au navire de prolonger son activité. De plus, certains systèmes (radar, sécurité incendie...) ont été modernisés.
En 1993, la salle des machines fut accidentellement inondée, entraînant la mise hors-service du bâtiment jusqu'en 1995. Entre 1999 et 2001 l'INS Viraat subit une nouvelle modernisation (propulsion, télécommunications, ascenseurs...) afin de prolonger son service prévu alors jusqu'en 2012. Le lundi 6 mars 2017, l'INS Viraat est retiré du service à cause de l'obsolescence des Sea Harrier dont 7 exemplaires restent en ligne avec un niveau de maintenance si faible que le Viraat est souvent un porte-avions mono avion. Son sort final n'est pas connu à cette date, une des hypothèses est que le Viraat sera transformé en navire musée. Pour le remplacer, la marine indienne a acheté en 2004 le porte-avions Amiral Gorshkov à la marine russe. Après quelques retards, il est livré fin 2013 à l'Inde et prend le nom de INS Vikramaditya.

## Classe Centaur
Outre l'Hermes (qui constitue l'unique représentant d'une classe dérivée), trois autres bâtiments de cette classe sont entrés en service de 1953 à 1959 dans la Royal Navy : le HMS Centaur, le HMS Albion et le HMS Bulwark. En raison des différentes modernisations successives britanniques et indiennes, l'actuel INS Viraat, tout comme l'ancien HMS Hermes, est sensiblement différent de la classe Centaur.
Les caractéristiques principales de cette classe étaient les suivantes :
- Déplacement : 18,300 t lège 25,760 t à pleine charge, tels que construits ; 28 700 t à pleine charge, après modifications diverses.
- Longueur : 198,12 m entre perpendiculaires ; 224,63 m hors tout
- Maître-bau : 27,4 m
- Tirant d'eau : 8,7 m
- Vitesse : 28 nœuds